# La venjança del padrastre
La venjança del padrastre (títol original: Stepfather III, també conegut com Stepfather III: Father's Day) és una pel·lícula slasher estatunidenca de 1992 dirigida i escrita per Guy Magar. És protagonitzada per Robert Wightman, Priscilla Barnes i Season Hubley. És la segona seqüela de la pel·lícula de 1987 The Stepfather i una continuació de la pel·lícula de 1989 Stepfather II. Està doblada al català.
La pel·lícula segueix un assassí en sèrie que busca una altra família de la qual formar part, utilitzant cirurgia plàstica per amagar-se de les autoritats. A diferència de les dues entregues anteriors, La venjança del padrastre es va estrenar directament per a televisió i Terry O'Quinn no protagonitza el paper principal.

## Argument
El padrastre psicològic s'ha escapat del manicomi i li han alterat la cara quirúrgicament. Ara s'ha tornat a casar, aquesta vegada amb una dona amb un nen en cadira de rodes. I torna a fer una matança.

## Repartiment
- Robert Wightman com Gene Clifford / Keith Grant / el padrastre
- Priscilla Barnes com Christine Davis
- Season Hubley com Jennifer Ashley
- David Tom com Andy Davis
- John Ingle com pare Ernest Thomas Brennan

## Rodatge
Per a l'escena inicial en què Gene Clifford es sotmet a una cirurgia plàstica, el director Guy Magar va filmar un procediment de cirurgia plàstica real, sense efectes especials utilitzats durant l'escena. La pel·lícula es va rodar durant 25 dies a Los Angeles amb un pressupost d'1,8 milions de dòlars.

## Recepció
Les crítiques de la pel·lícula van ser variades, i Tony Scott de Variety, va afirmar que "[La] pel·lícula continua sense gaire credibilitat" abans de continuar dient "brots de sang, però el director (i coguionista amb Marc B. Ray) Guy Magar, no fan l'horror sigui convincent. La història simplista i el retrat poc convincent de Wightman no s'han vist millorats per valors de producció indiferents". Doug Brod , d'Entertainment Weekly, va donar a la pel·lícula un D+, referint-se a ella com "massa familiar i poc guionat", també va qualificar a Robert Wightman de "robòtic" i "un feble substitut del pare anterior, Terry O'Quinn '.
Time Out Film Guide va declarar que la pel·lícula "és molt millor del que es podria esperar" i va qualificar l'actuació de Wightman de "més desagradable que mai" i "amb aquesta veu tan espantosa, quan plora, dona un bon cop".